# Ulteo
Ulteo será a próxima distribuição GNU/Linux de Gaël Duval, o co-criador da distribuição Mandrakelinux (inicialmente Mandrake), agora chamada de Mandriva Linux.
Ulteo, de acordo com Duval, será um "sistema operativo open-source fácil de usar que deverá mudar a maneira de como as pessoas utilizam os computadores".
Segundo um post de Duval num fórum, a versão que está em desenvolvimento do Ulteo é baseada no Kubuntu/Debian.
Depois de ter trabalhado na Mandrake mais de sete anos, Duval foi despedido da Mandriva após resultados financeiros desapontadores no último trimestre de 2005.
Alpha do Ulteo, com o nome de código Sirius, foi lançada, ao público, a 6 de Dezembro de 2006 e a versão Beta 1 a 17 de Março de 2007.

## Links
- Sirius Alpha Announce - Anúncio da versão Alpha
- ulteo.com - Site Oficial
- IT Jungle, The Linux Beacon: Mandriva Founder Laid Off, Starts New OS Project